# Mirjana Joković
Mirjana Joković pseud. Mira (ur. 24 listopada 1967 w Belgradzie) – jugosłowiańska i serbska aktorka, znana z ról w filmach Emira Kusturicy.

## Życiorys
Pierwsze lata swojego życia spędziła w Zambii, gdzie jej ojciec pracował na kontrakcie. Ukończyła studia na Akademii Sztuk Dramatycznych w Belgradzie i rozpoczęła pracę w Teatrze Narodowym. W 1979 zadebiutowała w filmie. Ma na swoim koncie ponad 30 ról w filmach i serialach telewizyjnych.
W 1991 wyjechała do USA, mieszkała w Nowym Jorku i Los Angeles. Jest żoną Srdjana Milenkovicia.

## Role filmowe
- 1979: Poslednja trka
- 1982: Tesna koza jako uczennica
- 1983: Poslednje sovuljage i prvi petli
- 1984: Kamiondzije opet voze
- 1984: Kamiondzije 2
- 1986: Price sa kraja hodnika
- 1986: Sivi dom jako Kalifornija
- 1988: Zaboravljeni
- 1988: Podróż na południe jako Jana/Anita
- 1989: Vreme cuda jako Marija
- 1990: Zaboravljeni jako Dina
- 1991: Srpkinja jako Dobrila
- 1991: Mala jako Milica
- 1994: Vukovar, jedna prica jako Ana
- 1995: Underground jako Natalija
- 1995: Liability Crisis jako Dunja
- 1997: Tri letnja dana jako Sonja
- 1998: Strsljen jako Adrijana
- 1998: Bure baruta jako Ana
- 1998: Side Streets jako Elena Iscovescu
- 2000: A Better Way to Die jako Salvi
- 2002: Private Property jako Tess
- 2002: Maid in Manhattan jako pokojówka
- 2007: Vratice se rode jako Sanja
- 2013: Dzień w Middleton jako profesor Riley
- 2016: Ime: Dobrica, prezime: nepoznato jako Emanuela